# Nils Löfgren
Nils Löfgren (* 18. August 1913 in Åtvidaberg; † 21. Januar 1967 in Lidingö, andere Schreibweise Lofgren) war ein schwedischer Chemiker.

## Leben
Löfgren studierte Chemie an der Universität Stockholm. Er entwickelte 1943 gemeinsam mit Bengt Lundqvist den Wirkstoff Lidocain. Die Rechte an dem Wirkstoff veräußerten sie an das schwedische Unternehmen Astra AB. Seine Dissertation bei Holger Erdtman behandelte das Thema Studies on local anesthetics: Xylocaine: a new synthetic drug. In den folgenden Jahrzehnten war er als Hochschullehrer für Chemie an der Universität Stockholm tätig. 1952 erhielt er die Norblad-Ekstrand-Medaille der Schwedischen Chemischen Gesellschaft.